# آئروویستا
آئروویستا (به انگلیسی: Aerovista) یک شرکت هواپیمایی است که در تاریخ ۱۹۹۹ میلادی تأسیس شده است. دفتر مرکزی آئروویستا در شارجه، امارات متحده عربی واقع شده‌است و قطب این شرکت هواپیمایی در فرودگاه بین‌المللی شارجه قرار دارد.